# Colby Stevenson
Colby Stevenson, né le 3 octobre 1997, est un skieur acrobatique américain spécialisé dans le freestyle.

## Carrière
Colby Stevenson remporte son premier gros globe de cristal en Freeski Park & Pipe lors de la saison 2021.
Il remporte une médaille d'argent en big air lors des Jeux olympiques de 2022 à Pékin.

## Palmarès

### Jeux olympiques
- Médaillé d'argent en big air lors des Jeux olympiques de 2022.

### Championnats du monde
- Médaillé d'argent en slopestyle lors des Championnats du monde 2021.

### Coupe du monde
- 1 gros globe de cristal :
  - Vainqueur du classement Freeski Park & Pipe en  2021.
- 1 petit globe de cristal :
  - Vainqueur du classement slopestyle en  2021.
- 12 podiums dont 4 victoires.

| Saison / Épreuve | Big air | Slopestyle       | Total |
| ---------------- | ------- | ---------------- | ----- |
| 2016-2017        |         | Alpe de Siusi    | 1     |
| 2020-2021        |         | Aspen Silvaplana | 2     |
| 2024-2025        |         | Stubaital        | 1     |
| Total            | 0       | 4                | 4     |